# 渋谷区立常磐松小学校
渋谷区立常磐松小学校（しぶやくりつ ときわまつ しょうがっこう）は、東京都渋谷区東一丁目にある公立小学校。

## 概要
常磐松小学校は國學院大學、実践女子学園と間近に隣接して位置している。北に青山学院初等部や実践女子学園、東に國學院大學や都立広尾高校、区立広尾中学校、区立広尾小学校等が位置する文教地区にある。主要な交通経路である渋谷駅が北西方向にある。

### 建て替え計画
渋谷区は2022年（令和4年）、教育目標や長寿命化計画を踏まえ、「未来の学校のコンセプト」と「新しい学校施設整備に当たっての考え方」の概要をまとめ、「渋谷区新しい学校づくり整備方針（2023年3月）、渋谷区立小学校と中学校の建て替えロードマップ」を発表した。
- 工事期間（解体1年、建築2年） - 2037年度（令和19年）〜 2039年度（令和21年）

## 沿革
- 常磐松小学校は歴史が古く、1925年（大正14年）12月21日、東京府豊多摩郡渋谷町立常磐松尋常小学校として設立された。
- 2023年（令和5年）1月 - 特別の教科（道徳）区研究指定校（2年次）となる[2]。

## 教育方針
教育目標
「礼儀正しく思いやりのある人間」「社会に貢献しようとする人間」「個性と創造力豊な人間」
小学校の児童数と教員数
| 年度     | 児童総数 | 1年生 | 2年生 | 3年生 | 4年生 | 5年生 | 6年生 | 教員数 | 職員数 |
| -------- | -------- | ----- | ----- | ----- | ----- | ----- | ----- | ------ | ------ |
| 平成23年 | 122人    | 22人  | 21人  | 13人  | 17人  | 26人  | 23人  | 15人   | 4人    |
| 平成24年 | 118人    | 17人  | 21人  | 21人  | 13人  | 17人  | 29人  | 14人   | 5人    |
| 平成25年 | 103人    | 15人  | 16人  | 21人  | 24人  | 11人  | 16人  | 14人   | 4人    |
| 平成26年 | 114人    | 25人  | 14人  | 16人  | 23人  | 24人  | 12人  | 13人   | 4人    |
| 平成27年 | 113人    | 11人  | 23人  | 16人  | 14人  | 23人  | 26人  | 13人   | 4人    |
| 平成28年 | 120人    | 31人  | 12人  | 24人  | 16人  | 14人  | 23人  | 14人   | 4人    |
| 平成29年 | 112人    | 12人  | 32人  | 11人  | 26人  | 17人  | 14人  | 18人   | 4人    |
| 平成30年 | 126人    | 21人  | 14人  | 33人  | 11人  | 28人  | 19人  | 17人   | 4人    |
| 令和元年 | 139人    | 29人  | 23人  | 14人  | 32人  | 13人  | 28人  | 17人   | 5人    |
| 令和2年  | 135人    | 25人  | 30人  | 21人  | 14人  | 32人  | 13人  | 17人   | 5人    |
| 令和3年  | 139人    | 19人  | 25人  | 30人  | 19人  | 15人  | 31人  | 16人   | 4人    |
| 令和4年  | 122人    | 21人  | 19人  | 24人  | 29人  | 17人  | 12人  | 15人   | 4人    |
| 令和5年  | 133人    | 27人  | 22人  | 17人  | 22人  | 29人  | 16人  | 17人   | 4人    |

## 学校行事
放課後クラブ
放課後クラブは、保護者の就労状況にかかわらず、全ての児童を対象とし、学校や地域との連携により、児童一人一人を健やかに育てていくための事業である。校庭、体育館、図書館、特別教室など、学校施設を活用して活動する。
校外学習
渋谷区立小中学校の児童・生徒たちが、校外学習を行う宿泊施設があり、学校が使用しない期間は社会教育団体に開放している。利用資格は区内在住、在勤者を主とする社会教育団体。
- 山中高原学園 - 〒401-0501 山梨県南都留郡山中湖村山中263（℡0555-62-0595）
- 冨山高原学園 - 〒299-2216 千葉県南房総市久枝784（℡0470-57-2130）

## 通学区域
子供が通学する学校は、住所により指定されている、また、2004年（平成16年）から学校選択希望制を導入しており、入学を希望する学校を選べる。学校選択希望制は、現行の通学区域を維持したうえで、通学区域外の学校を希望することが出来る制度で、特色のある学校づくりや地域に開かれた学校づくりを推進し、区民から選ばれる学校づくり等を図る。
住所別通学区域
| 東一丁目 | 東二丁目                      | 東四丁目 | 広尾三丁目   | 渋谷二丁目 | 渋谷三丁目                    | 渋谷四丁目 |
| -------- | ----------------------------- | -------- | ------------ | ---------- | ----------------------------- | ---------- |
| 全域     | 1 - 7番、18 - 23番 25番、26番 | 1 - 10番 | 1番、4 - 7番 | 1 - 12番   | １ - 3番、12 - 15番 24 - 26番 | 全域       |

通学区域では調整区域を設けている、通学の距離等を考慮し保護者の申請により指定校の変更が出来る区域。
調整区域
| 希望校                           | 指定校       | 町丁名                                                                | 番                                                                                           |
| -------------------------------- | ------------ | --------------------------------------------------------------------- | -------------------------------------------------------------------------------------------- |
| 常磐松小学校                     | 長谷戸小学校 | 東二丁目                                                              | 27 - 29番                                                                                    |
| 神宮前小学校 または 常磐松小学校 | 神南小学校   | 渋谷一丁目 渋谷二丁目 渋谷三丁目 神南一丁目 神宮前五丁目 神宮前六丁目 | 全域 13 - 24番 4 - 11番、16 - 23番、27 - 29番 10 - 11番、22 - 23番 20 - 53番 12番、15 - 27番 |

## 進学先中学校
住所別通学区域
| 鉢山中学校 | 広尾中学校 |
| --- | --- |
| 東一丁目全域、二丁目1 - 7番、18 - 23番、25 - 29番 三丁目17 - 27番、四丁目1 - 10番 広尾三丁目1番、4 - 7番 渋谷二丁目1 - 12番、三丁目1 - 3番、12 - 15番、24 - 26番 四丁目全域 | 東二丁目8 - 17番、24番、三丁目1 - 16番、四丁目11 - 14番 広尾一丁目 - 二丁目全域、三丁目2番、3番、8 - 17番 四丁目 - 五丁目全域 |

## 交通
鉄道
- JR線 - 山手線渋谷駅、恵比寿駅から徒歩約15分。
- 東京メトロ日比谷線 - 恵比寿駅から徒歩約15分。

## 関係者
出身者
- 加藤周一（評論家、医学博士）

## ギャラリー
- 南側公道から校舎を見る（2015年2月撮影）
- 同左、（2015年2月撮影）
- 東側公道から校舎を見る（2015年2月撮影）